# Mistrzostwa Czterech Kontynentów w Łyżwiarstwie Figurowym 2023
Mistrzostwa czterech kontynentów w łyżwiarstwie figurowym 2023 – 24. edycja zawodów rangi mistrzowskiej dla łyżwiarzy figurowych z Azji, Afryki, Ameryki oraz Australii i Oceanii. Mistrzostwa odbywały się od 7 do 12 lutego 2023 roku w Colorado Springs w hali Broadmoor World Arena.
Mistrzem w konkurencji solistów został Japończyk Kao Miura, zaś mistrzynią w konkurencji solistek Koreanka Lee Hae-in. W parach sportowych triumfowali Japończycy Riku Miura i Ryuichi Kihara, zaś w parach tanecznych Amerykanie Madison Chock i Evan Bates.

## Kwalifikacje
W zawodach mogli wziąć udział zawodnicy, którzy przed dniem 1 lipca 2022 roku ukończyli 15 rok życia. Liczba dopuszczonych do startu zawodników z poszczególnych krajów była uzależniona od miejsc, jakie reprezentanci krajów zdobyli na poprzednich mistrzostwach. Decyzję o imiennym przydziale miejsc kraje podejmują indywidualnie, jednakże jednym z warunków, jaki muszą spełnić wskazani zawodnicy jest osiągnięcie na 21 dni przed oficjalnymi treningami na mistrzostwach minimalnej oceny technicznej.
| Minimalna ocena techniczna (TES) | Minimalna ocena techniczna (TES) | Minimalna ocena techniczna (TES) |
| Konkurencja                      | SP / RD                          | FS / FD                          |
| -------------------------------- | -------------------------------- | -------------------------------- |
| Soliści                          | 28                               | 46                               |
| Solistki                         | 25                               | 42                               |
| Pary sportowe                    | 25                               | 42                               |
| Pary taneczne                    | 28                               | 45                               |

## Terminarz
| Data      | Godzina                     | Konkurencja     | Segment          |
| --------- | --------------------------- | --------------- | ---------------- |
| 9 lutego  | 12:00 UTC-07:00 / 20:00 CET | Solistki        | Program krótki   |
| 9 lutego  | 18:00 UTC-07:00 / 02:00 CET | Soliści         | Program krótki   |
| 10 lutego | 11:15 UTC-07:00 / 19:15 CET | Pary sportowe   | Program krótki   |
| 10 lutego | 14:25 UTC-07:00 / 22:25 CET | Pary taneczne   | Taniec rytmiczny |
| 10 lutego | 18:00 UTC-07:00 / 02:00 CET | Solistki        | Program dowolny  |
| 11 lutego | 14:25 UTC-07:00 / 22:25 CET | Pary sportowe   | Program dowolny  |
| 11 lutego | 18:00 UTC-07:00 / 02:00 CET | Soliści         | Program dowolny  |
| 12 lutego | 13:00 UTC-07:00 / 21:00 CET | Pary taneczne   | Taniec dowolny   |
| 12 lutego | 18:30 UTC-07:00 / 02:30 CET | Pokazy mistrzów | Pokazy mistrzów  |

## Klasyfikacja medalowa
| L.p. | Reprezentacja     | Złoto | Srebro | Brąz | Razem |
| ---- | ----------------- | ----- | ------ | ---- | ----- |
| 1    | Japonia           | 2     | 0      | 2    | 4     |
| 2    | Korea Południowa  | 1     | 1      | 0    | 2     |
| 2    | Stany Zjednoczone | 1     | 1      | 0    | 2     |
| 4    | Kanada            | 0     | 2      | 2    | 4     |

## Rekordy świata
| Rekordy świata (GOE±5) na moment rozpoczęcia zawodów (stan na 7 lutego 2023): | Rekordy świata (GOE±5) na moment rozpoczęcia zawodów (stan na 7 lutego 2023): | Rekordy świata (GOE±5) na moment rozpoczęcia zawodów (stan na 7 lutego 2023): | Rekordy świata (GOE±5) na moment rozpoczęcia zawodów (stan na 7 lutego 2023): | Rekordy świata (GOE±5) na moment rozpoczęcia zawodów (stan na 7 lutego 2023): | Rekordy świata (GOE±5) na moment rozpoczęcia zawodów (stan na 7 lutego 2023): |
| Konkurencja                                                                   | Segment                                                                       | Zawodnicy                                                                     | Punkty                                                                        | Zawody                                                                        | Data                                                                          |
| ----------------------------------------------------------------------------- | ----------------------------------------------------------------------------- | ----------------------------------------------------------------------------- | ----------------------------------------------------------------------------- | ----------------------------------------------------------------------------- | ----------------------------------------------------------------------------- |
| Soliści                                                                       | Nota łączna                                                                   | Nathan Chen                                                                   | 335,30                                                                        | Finał Grand Prix 2019                                                         | 7 grudnia 2019                                                                |
| Soliści                                                                       | Program dowolny                                                               | Nathan Chen                                                                   | 224,92                                                                        | Finał Grand Prix 2019                                                         | 7 grudnia 2019                                                                |
| Soliści                                                                       | Program krótki                                                                | Nathan Chen                                                                   | 113,97                                                                        | Zimowe igrzyska olimpijskie 2022                                              | 10 lutego 2020                                                                |
| Solistki                                                                      | Nota łączna                                                                   | Kamiła Walijewa                                                               | 272,71                                                                        | Rostelecom Cup 2021                                                           | 27 listopada 2021                                                             |
| Solistki                                                                      | Program dowolny                                                               | Kamiła Walijewa                                                               | 185,29                                                                        | Rostelecom Cup 2021                                                           | 27 listopada 2021                                                             |
| Solistki                                                                      | Program krótki                                                                | Kamiła Walijewa                                                               | 90,45                                                                         | Mistrzostwa Europy 2022                                                       | 13 stycznia 2022                                                              |
| Pary sportowe                                                                 | Nota łączna                                                                   | Sui Wenjing / Han Cong                                                        | 239,88                                                                        | Zimowe igrzyska olimpijskie 2022                                              | 19 lutego 2022                                                                |
| Pary sportowe                                                                 | Program dowolny                                                               | Anastasija Miszyna / Aleksandr Gallamow                                       | 157,46                                                                        | Mistrzostwa Europy 2022                                                       | 13 stycznia 2022                                                              |
| Pary sportowe                                                                 | Program krótki                                                                | Sui Wenjing / Han Cong                                                        | 84,41                                                                         | Zimowe igrzyska olimpijskie 2022                                              | 18 lutego 2022                                                                |
| Pary taneczne                                                                 | Nota łączna                                                                   | Gabriella Papadakis / Guillaume Cizeron                                       | 229,82                                                                        | Mistrzostwa świata 2022                                                       | 26 marca 2022                                                                 |
| Pary taneczne                                                                 | Taniec dowolny                                                                | Gabriella Papadakis / Guillaume Cizeron                                       | 137,09                                                                        | Mistrzostwa świata 2022                                                       | 26 marca 2022                                                                 |
| Pary taneczne                                                                 | Taniec rytmiczny                                                              | Gabriella Papadakis / Guillaume Cizeron                                       | 92,73                                                                         | Mistrzostwa świata 2022                                                       | 25 marca 2022                                                                 |

## Wyniki

### Soliści
| Poz. | Zawodnik              | Reprezentacja     | Nota łączna | SP | SP    | FS | FS     |
| ---- | --------------------- | ----------------- | ----------- | -- | ----- | -- | ------ |
| 1    | Kao Miura             | Japonia           | 281,53      | 1  | 91,90 | 1  | 189,63 |
| 2    | Keegan Messing        | Kanada            | 275,57      | 2  | 86,70 | 2  | 188,87 |
| 3    | Shun Satō             | Japonia           | 259,14      | 6  | 80,81 | 3  | 178,33 |
| 4    | Cha Jun-hwan          | Korea Południowa  | 250,14      | 5  | 83,77 | 4  | 166,37 |
| 5    | Michaił Szajdorow     | Kazachstan        | 237,14      | 12 | 72,43 | 5  | 164,71 |
| 6    | Lee Si-hyeong         | Korea Południowa  | 227,79      | 14 | 70,38 | 6  | 157,41 |
| 7    | Jin Boyang            | Chiny             | 227,47      | 4  | 85,32 | 10 | 142,15 |
| 8    | Conrad Orzel          | Kanada            | 226,10      | 7  | 80,09 | 7  | 146,01 |
| 9    | Jimmy Ma              | Stany Zjednoczone | 221,04      | 3  | 86,64 | 13 | 134,40 |
| 10   | Maxim Naumov          | Stany Zjednoczone | 218,71      | 8  | 75,96 | 9  | 142,75 |
| 11   | Koshiro Shimada       | Japonia           | 217,85      | 10 | 74,96 | 8  | 143,79 |
| 12   | Kyeong Jae-seok       | Korea Południowa  | 211,98      | 9  | 75,30 | 12 | 136,68 |
| 13   | Stephen Gogolev       | Kanada            | 209,76      | 11 | 72,82 | 11 | 136,94 |
| 14   | Liam Kapeikis         | Stany Zjednoczone | 198,00      | 13 | 71,43 | 14 | 126,57 |
| 15   | Chen Yudong           | Chiny             | 184,41      | 15 | 67,93 | 16 | 116,48 |
| 16   | Dias Jirenbajew       | Kazachstan        | 183,42      | 18 | 57,67 | 15 | 125,75 |
| 17   | Edrian Paul Celestino | Filipiny          | 166,92      | 16 | 66,83 | 19 | 100,09 |
| 18   | Darian Kaptich        | Australia         | 166,13      | 17 | 58,22 | 17 | 107,91 |
| 19   | Rachat Bralin         | Kazachstan        | 160,20      | 19 | 54,25 | 18 | 105,95 |
| 20   | Pagiel Yie Ken Sng    | Singapur          | 138,83      | 20 | 48,52 | 20 | 90,31  |
| 21   | Douglas Gerber        | Nowa Zelandia     | 125,95      | 21 | 40,47 | 21 | 85,20  |
| 22   | Yuen Lap Kan          | Hongkong          | 117,04      | 22 | 36,33 | 22 | 80,71  |

### Solistki
| Poz. | Zawodniczka            | Reprezentacja     | Nota łączna | SP | SP    | FS  | FS     |
| ---- | ---------------------- | ----------------- | ----------- | -- | ----- | --- | ------ |
| 1    | Lee Hae-in             | Korea Południowa  | 210,84      | 6  | 69,13 | 1   | 141,71 |
| 2    | Kim Ye-lim             | Korea Południowa  | 209,29      | 1  | 72,84 | 3   | 136,45 |
| 3    | Mone Chiba             | Japonia           | 204,98      | 7  | 67,28 | 2   | 137,70 |
| 4    | Kim Chae-yeon          | Korea Południowa  | 202,39      | 3  | 71,39 | 5   | 131,00 |
| 5    | Rinka Watanabe         | Japonia           | 200,50      | 8  | 65,60 | 4   | 134,90 |
| 6    | Bradie Tennell         | Stany Zjednoczone | 199,91      | 5  | 69,49 | 6   | 130,42 |
| 7    | Amber Glenn            | Stany Zjednoczone | 192,50      | 4  | 69,63 | 8   | 122,87 |
| 8    | Hana Yoshida           | Japonia           | 189,60      | 10 | 59,82 | 7   | 129,78 |
| 9    | Sara-Maude Dupuis      | Kanada            | 170,67      | 12 | 51,68 | 9   | 118,99 |
| 10   | Madeline Schizas       | Kanada            | 159,73      | 9  | 60,11 | 10  | 99,62  |
| 11   | Justine Miclette       | Kanada            | 149,56      | 13 | 51,24 | 11  | 98,32  |
| 12   | Jocelyn Hong           | Nowa Zelandia     | 148,33      | 11 | 52,02 | 12  | 96,31  |
| 13   | Ting Tzu-Han           | Chińskie Tajpej   | 140,51      | 17 | 45,19 | 13  | 95,32  |
| 14   | Tara Prasad            | Indie             | 133,15      | 14 | 46,04 | 14  | 87,11  |
| 15   | Joanna So              | Hongkong          | 132,99      | 15 | 45,90 | 15  | 87,09  |
| 16   | Anna Lewkowiec         | Kazachstan        | 129,26      | 16 | 45,53 | 16  | 83,73  |
| 17   | Sofiya Farafonowa      | Kazachstan        | 126,48      | 18 | 44,66 | 17  | 81,82  |
| 18   | Vlada Vasiliev         | Australia         | 113,95      | 21 | 40,13 | 18  | 73,82  |
| 19   | Cheung Cheuk Ka Kahlen | Hongkong          | 104,38      | 22 | 39,58 | 19  | 64,80  |
| 20   | Chow Hiu Yau           | Hongkong          | 100,16      | 20 | 42,10 | 21  | 58,06  |
| 21   | Bagdana Rachiszowa     | Kazachstan        | 95,58       | 23 | 35,96 | 20  | 59,62  |
| WD   | Isabeau Levito         | Stany Zjednoczone | DNF         | 2  | 71,50 | DNS | DNS    |
| WD   | Sofia Frank            | Filipiny          | DNF         | 19 | 43,82 | DNS | DNS    |

### Pary sportowe

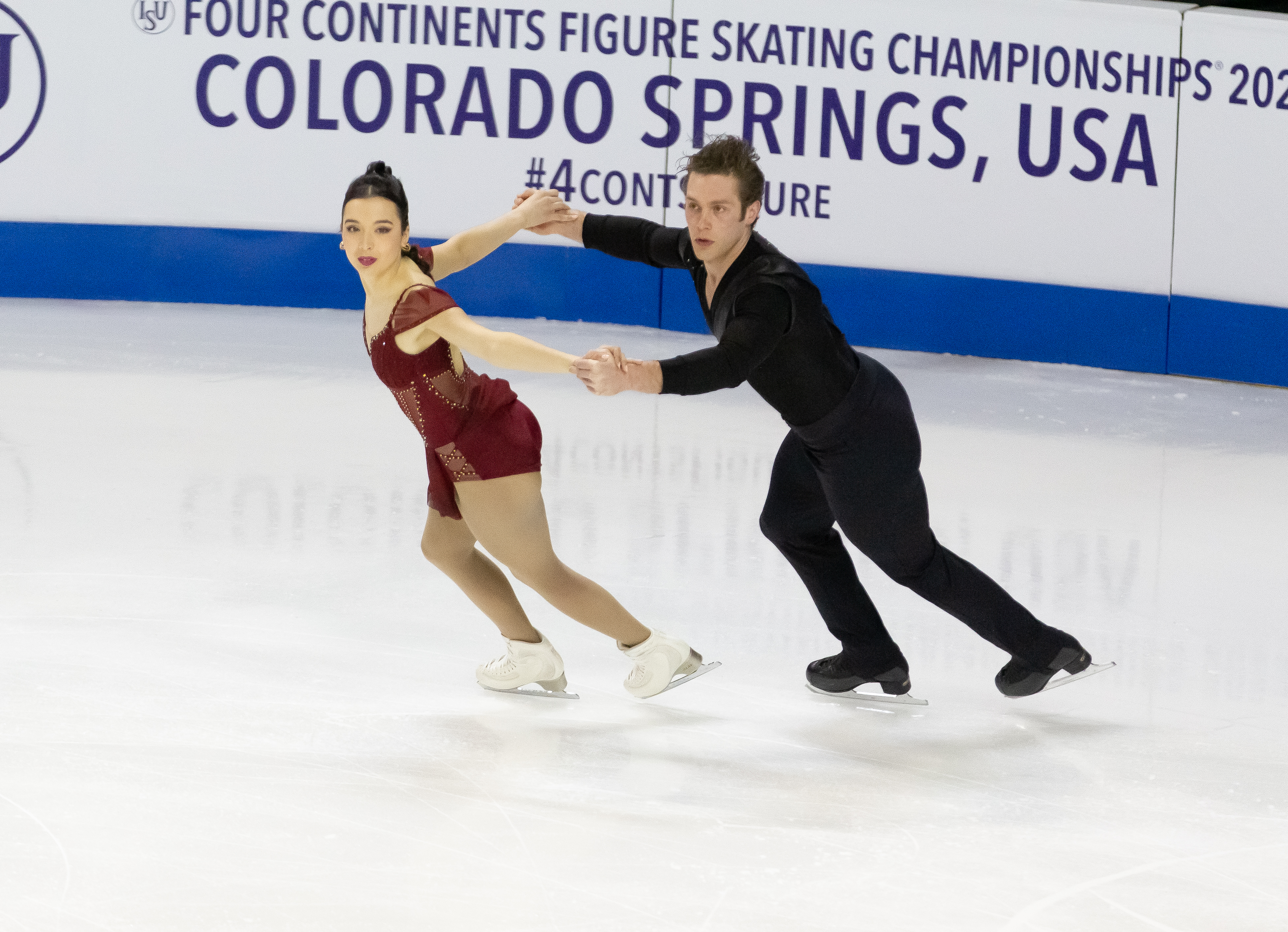
Lia Pereira i Trennt Michaud (CAN) w programie dowolnym (4. miejsce)

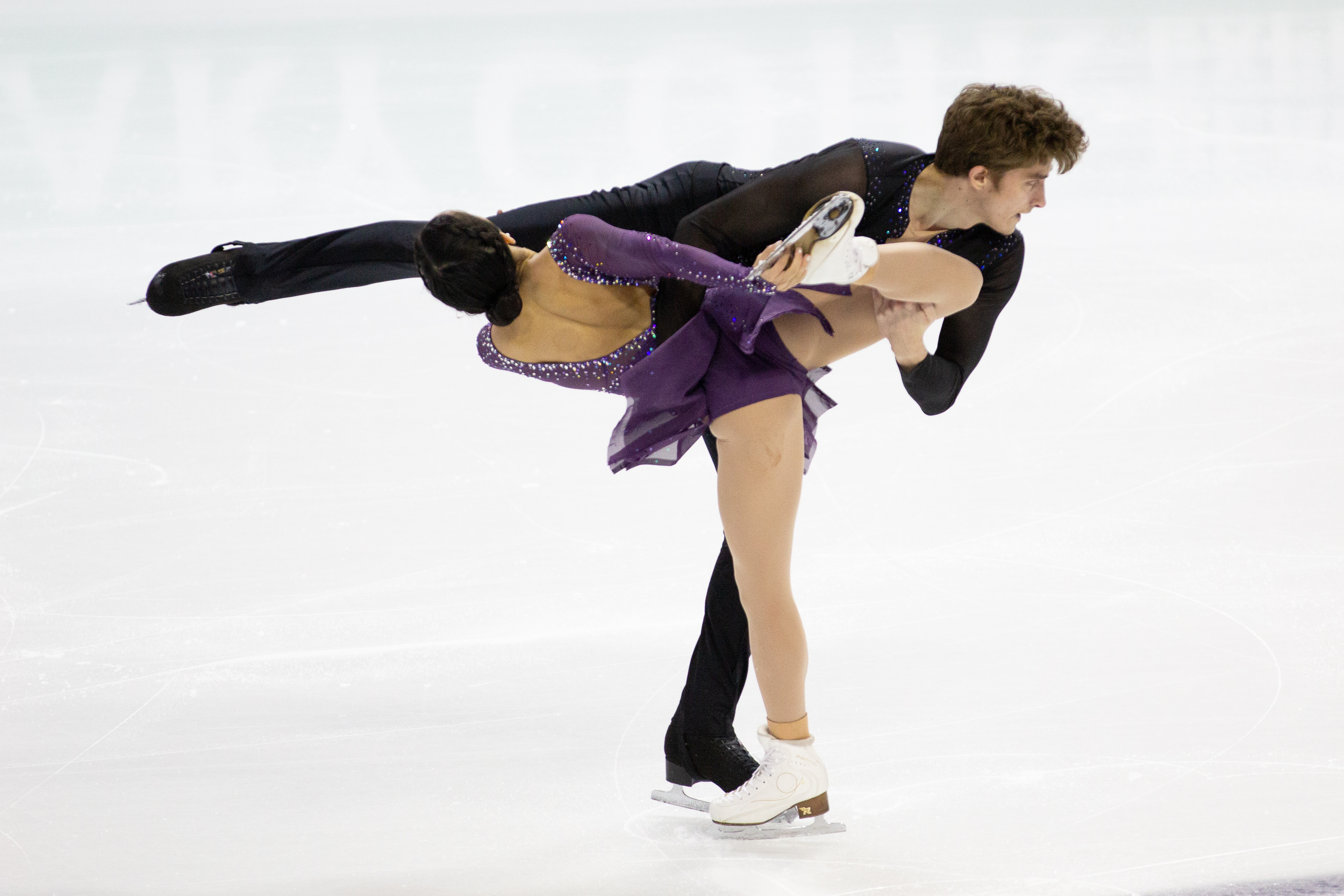
Isabella Gomez i Aleksandr Korowin (PHI) w programie dowolnym (9. miejsce)

| Poz. | Zawodnicy                                | Reprezentacja     | Nota łączna | SP | SP    | FS  | FS     |
| ---- | ---------------------------------------- | ----------------- | ----------- | -- | ----- | --- | ------ |
| 1    | Riku Miura / Ryuichi Kihara              | Japonia           | 208,24      | 1  | 71,19 | 1   | 137,05 |
| 2    | Emily Chan / Spencer Akira Howe          | Stany Zjednoczone | 201,11      | 3  | 66,96 | 2   | 134,15 |
| 3    | Deanna Stellato-Dudek / Maxime Deschamps | Kanada            | 193,84      | 2  | 68,39 | 3   | 125,45 |
| 4    | Lia Pereira / Trennt Michaud             | Kanada            | 186,33      | 4  | 65,16 | 4   | 121,17 |
| 5    | Valentina Plazas / Maximiliano Fernandez | Stany Zjednoczone | 169,09      | 5  | 60,07 | 6   | 109,02 |
| 6    | Ellie Kam / Danny O’Shea                 | Stany Zjednoczone | 168,69      | 7  | 57,49 | 5   | 111,20 |
| 7    | Kelly Ann Laurin / Loucas Éthier         | Kanada            | 167,67      | 6  | 59,12 | 7   | 108,55 |
| 8    | Zhang Siyang / Yang Yongchao             | Chiny             | 153,76      | 8  | 56,10 | 8   | 97,66  |
| 9    | Isabella Gomez / Aleksandr Korowin       | Filipiny          | 113,48      | 10 | 39,69 | 9   | 73,79  |
| WD   | Wang Huidi / Jia Ziqi                    | Chiny             | DNF         | 9  | 53,65 | DNS | DNS    |

### Pary taneczne
| Poz. | Zawodnicy                                    | Reprezentacja     | Nota łączna | RD  | RD    | FD  | FD     |
| ---- | -------------------------------------------- | ----------------- | ----------- | --- | ----- | --- | ------ |
| 1    | Madison Chock / Evan Bates                   | Stany Zjednoczone | 220,81      | 1   | 87,67 | 1   | 133,14 |
| 2    | Laurence Fournier Beaudry / Nikolaj Sørensen | Kanada            | 214,08      | 2   | 86,28 | 2   | 127,80 |
| 3    | Marjorie Lajoie / Zachary Lagha              | Kanada            | 200,00      | 3   | 79,04 | 3   | 120,96 |
| 4    | Christina Carreira / Anthony Ponomarenko     | Stany Zjednoczone | 189,78      | 4   | 76,97 | 5   | 112,81 |
| 5    | Caroline Green / Michael Parsons             | Stany Zjednoczone | 186,88      | 5   | 69,99 | 4   | 116,89 |
| 6    | Marie-Jade Lauriault / Romain Le Gac         | Kanada            | 171,35      | 8   | 62,03 | 6   | 109,32 |
| 7    | Misato Komatsubara / Tim Koleto              | Japonia           | 165,71      | 6   | 66,72 | 8   | 98,99  |
| 8    | Holly Harris / Jason Chan                    | Australia         | 162,69      | 9   | 60,71 | 7   | 101,98 |
| 9    | Kana Muramoto / Daisuke Takahashi            | Japonia           | 160,24      | 7   | 64,59 | 9   | 95,65  |
| 10   | Charlotte Lafond-Fournier / Richard Kam      | Nowa Zelandia     | 144,19      | 10  | 53,79 | 10  | 90,40  |
| 11   | India Nette / Eron Westwood                  | Australia         | 117,76      | 11  | 45,89 | 11  | 71,87  |
| 12   | Gauchar Nauryzowa / Boyisangur Datijew       | Kazachstan        | 114,46      | 12  | 43,84 | 12  | 70,62  |
| WD   | Wang Shiyue / Liu Xinyu                      | Chiny             | DNS         | DNS | DNS   | DNS | DNS    |

## Medaliści

### Nota łączna
Medaliści mistrzostw po zsumowaniu punktów za oba programy/tańce w poszczególnych konkurencjach:
| Konkurencja   | Złoto                       | Srebro                                       | Brąz                                     |
| Soliści       | Kao Miura                   | Keegan Messing                               | Shun Satō                                |
| Solistki      | Lee Hae-in                  | Kim Ye-lim                                   | Mone Chiba                               |
| Pary sportowe | Riku Miura / Ryuichi Kihara | Emily Chan / Spencer Akira Howe              | Deanna Stellato-Dudek / Maxime Deschamps |
| Pary taneczne | Madison Chock / Evan Bates  | Laurence Fournier Beaudry / Nikolaj Sørensen | Marjorie Lajoie / Zachary Lagha          |

### Program/taniec dowolny
Zdobywcy małych medali za drugi segment zawodów tj. program/taniec dowolny:
| Konkurencja   | Złoto                       | Srebro                                       | Brąz                                     |
| Soliści       | Kao Miura                   | Keegan Messing                               | Shun Satō                                |
| Solistki      | Lee Hae-in                  | Mone Chiba                                   | Kim Ye-lim                               |
| Pary sportowe | Riku Miura / Ryuichi Kihara | Emily Chan / Spencer Akira Howe              | Deanna Stellato-Dudek / Maxime Deschamps |
| Pary taneczne | Madison Chock / Evan Bates  | Laurence Fournier Beaudry / Nikolaj Sørensen | Marjorie Lajoie / Zachary Lagha          |

### Program krótki/taniec rytmiczny
Zdobywcy małych medali za pierwszy segment zawodów tj. program krótki lub taniec rytmiczny:
| Konkurencja   | Złoto                       | Srebro                                       | Brąz                            |
| Soliści       | Kao Miura                   | Keegan Messing                               | Jimmy Ma                        |
| Solistki      | Kim Ye-lim                  | Isabeau Levito                               | Kim Chae-yeon                   |
| Pary sportowe | Riku Miura / Ryuichi Kihara | Deanna Stellato-Dudek / Maxime Deschamps     | Emily Chan / Spencer Akira Howe |
| Pary taneczne | Madison Chock / Evan Bates  | Laurence Fournier Beaudry / Nikolaj Sørensen | Marjorie Lajoie / Zachary Lagha |